# Irapuato
Irapuato es una ciudad mexicana del estado de Guanajuato, en el centro de la entidad y de la región del Bajío. Es la cabecera del municipio homónimo.
Según el censo del año 2020 realizado por el INEGI, Irapuato cuenta con una población de 452 090 habitantes, siendo así la 2.ª ciudad más poblada de Guanajuato y la 27ª ciudad más poblada de México. La ciudad se enmarca dentro del área metropolitana de Irapuato-Salamanca de la que es cabecera. Es cabecera del Distrito Electoral IX, sede administrativa de la Subprocuraduría Estatal de Justicia región B, de la región VI Suroeste de Guanajuato, la XII Región Militar y de la Diócesis de Irapuato.
Se alza al pie del cerro de Arandas, con calles estrechas y con un trazo urbano de «plato roto» que definen su urbanismo en el centro histórico, ensanchándose hacia las zonas más contemporáneas y amplias de los nuevos barrios y bulevares. En sus alrededores abundan tierras de cultivo, y extensas huertas que cubren gran parte de su término. Rodeado en gran parte hacia el sur por el gran valle que forma el Bajío y el río Guanajuato; al norte, abre el río Silao, que pasa a muy corta distancia de la ciudad y estribaciones de las sierras de Pénjamo y Guanajuato.
La actividad económica más importante de la población era la producción de fresa, que le otorgó el apodo de «Capital mundial de las fresas» entre los habitantes de la ciudad. En este sentido, la ciudad alberga desde el año 1998 la Expo Agro-Alimentaria, una feria de corte Internacional del sector agrícola, alimentario e industrias afines. No obstante, la economía también está basada en el sector servicios, industria pesada y metal mecánica, la administración, la construcción, comunicaciones y transportes y turismo cultural.
Entre su patrimonio histórico-artístico y arquitectónico, cabe destacar la Catedral de Nuestra Señora de la Limpia Concepción de María, el Palacio Municipal, el Templo del Hospitalito, el Museo de la Ciudad y el emblemático Mural de la Identidad, situado en la céntrica plaza de Vasco de Quiroga, en conmemoración a quien la tradición local menciona como fundador de la población.

## Fundación
El 15 de febrero de 1547, el Emperador Carlos V concede la cédula de fundación de la ciudad mariana de Irapuato bajo el nombre de "Congregación de San Marcos de Irapuato". 
Pese a que por mucho tiempo hubo incertidumbre respecto a la fecha y fundador, llegando a atribuirle lo última al Obispo de Michoacán Don Vasco de Quiroga, hoy se festeja como la fecha tradicional de su fundación el 15 de febrero tomando como año de la misma el de 1547; los fundadores de la ciudad de Irapuato fueron Francisco Sixto, Estefano Gamiño, Andrés y Antonio López.

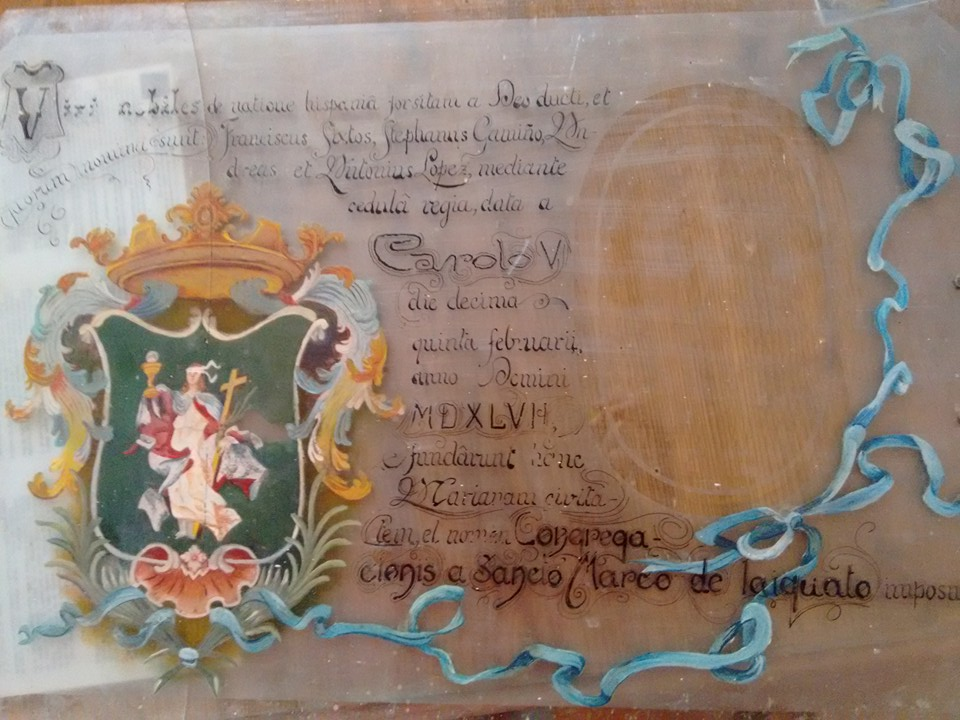
Cristal conmemorativo de la Fundación de Irapuato

Actualmente existe un antiguo cristal conmemorativo de la fundación de la ciudad, encontrado en un antiguo edificio del centro de la ciudad por el ciudadano Erick Olmos. Dicho cristal, que se encuentra pintado a mano y en latín, refiere algunos detalles de la fundación de Irapuato, como la fecha de dicho evento, además de los nombres de los fundadores.

## Escudo de Armas
El escudo de armas del municipio de Irapuato fue creado en 1944 por el artista J. Dolores Aguilera y el historiador, Pedro Vargas Covarrubias, y adoptado oficialmente por el Ayuntamiento el 2 de octubre de 1953.

Escudo de armas de Irapuato

El sol de oro con siete rayos flameantes representa el origen indígena de los primeros habitantes. Dos eran las principales deidades de los tarascos: Hurihuata o el padre Sol, y Nana Cutzi, o la madre Luna.
En el cuartel superior diestro, lleva cuatro cascos en color plata y con ellos se quiso significar a los primeros cuatro estacioneros españoles que poblaron el lugar; en el centro de este cuartel, se puede ver el escudo episcopal de don Vasco de Quiroga, primer obispo de Michoacán, por la actividad que desarrolló este ilustre civilizador en la cristianización de estas regiones y haber sido el fundador de la primitiva parroquia de Irapuato. En el cuartel superior siniestro está representado el evangelista San Marcos, patrono del lugar, por medio de un león alado, recargado sobre un libro de los evangelios que sostiene el ángel. Las letras K.V. (Carlos Quinto) significan su reinado en esa época.
El cuarto cuartel diestro inferior tiene como figura central el cerro llamado Bernalejo, elemento geográfico característico del lugar, alrededor del cual estuvieron los primeros asentamientos indígenas (tarascos y otomíes). El cuartel inferior siniestro habla del Irapuato actual y del futuro; la rosa de los vientos representa el centro geográfico del país; los brazos que se cruzan en el centro, uno de ellos sostiene una hoz simbolizando a la agricultura y la riqueza de la tierra; el otro brazo sostiene el símbolo de Mercurio o del comercio. Enlazados en los dos brazos la rueda dentada o engrane, señal de la industrialización como actividad significativa del municipio.

## Ubicación

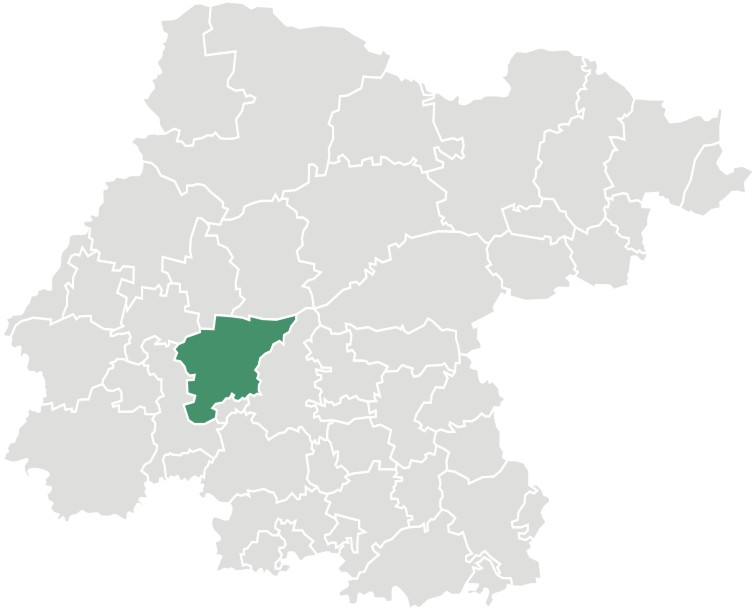
Ubicación del municipio de Irapuato en el estado de Guanajuato

La ciudad de Irapuato está situada a los 101°20'48" de longitud oeste del meridiano de Greenwich y a los 20°40'18" de latitud norte. Su altura promedio sobre el nivel del mar es de 1730 m s.n.m.
La extensión territorial del municipio de Irapuato es de 851,1 km², de los cuales 22 km² corresponden a la ciudad de Irapuato. [cita requerida]

## Historia

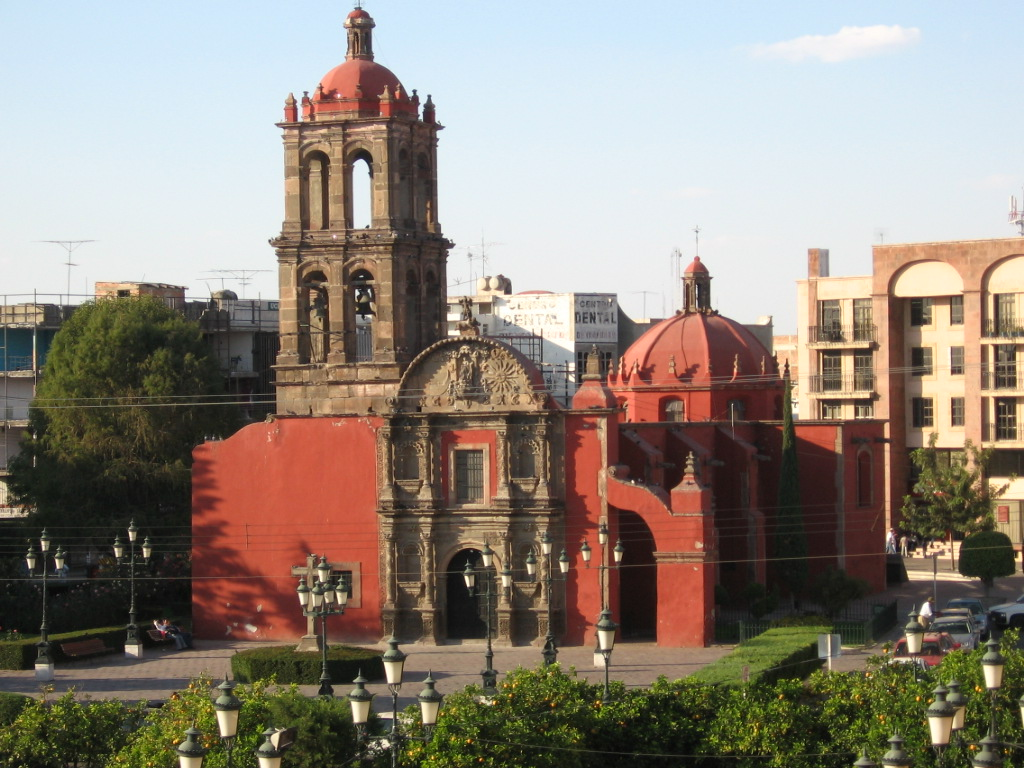
Templo del Hospitalito

### Época prehispánica
En la época prehispánica el asentamiento fue habitado por los Purépechas y se llamó Jiricuato, que significa "lugar de casas o habitaciones bajas".
La aparición oficial de los españoles en esta tierra se remite al siglo XVI.
Los primeros pobladores llegados a este municipio de Irapuato pertenecían al grupo étnico llamado Chichimeca. Tiempo después cuando esta tribu fue desplazada por los purépechas, le imponen el nombre de Xiriquitzio o Iriquitzio, vocablo que los conquistadores españoles pronunciaban "Jiricuicho". Sus moradores purépechas acabaron por llamarle Jiricuato, que significa "Cerro que emerge de las llanuras".

### Virreinato
Nace como estancia para la cría de ganado y como centro agrícola por la fertilidad de sus suelos. Se convirtió en uno de los enclaves agrícolas de gran relevancia en el llamado “granero de la nueva España”, así como una gran estancia para la cría de ganado. Su ubicación privilegiada permitió aprovechar las aguas del río Silao a los primeros pobladores para impulsar una agricultura basada en los cereales (sorgo, trigo, maíz) desligada de los vaivenes de los temporales y asegurar una productividad estable. Poco a poco, en los alrededores de Irapuato fueron surgiendo haciendas y ranchos que abastecerían de productos agrícolas a otras ciudades y lugares mineros del centro y norte novohispano.
Las autoridades virreinales compartían una simpatía con las familias de esta ciudad, y en forma igual florecían tanto la cultura, que el despotismo y la esclavitud. La horticultura y la floricultura, fueron refugio de los naturales que se les empleaba en las grandes haciendas, la planta de fresa fue importada de Francia a México en 1849, traída a esta ciudad el año de 1852, por Don Nicolás Tejeda; en total se trajeron 24 plantas de las cuales fueron colocadas en un almácigo, a orillas del río Guanajuato, permaneciendo ahí las plantitas sin cultivar. Fue hasta el año de 1858 cuando se adquirieron plantíos y se comenzó a desarrollar el cultivo de la fresa; e incluso por medio del injerto obteniéndose con ello excelentes resultados, sobre todo en la huerta de San Antonio de Retana. La comercialización de la fresa y su cultivo intensivo se debe a dos personas: Carlos Drogge y a Joaquín Chico González, este último hizo los embarques de fresa a México, al contarse con la vía de ferrocarril Central. Actualmente, Irapuato ocupa el primer lugar en la producción de fresa en el Estado y el segundo a nivel nacional.

### Independencia
Irapuato desempeñó un papel importante durante el siglo XIX. En 1810, al iniciar la guerra de independencia, el cura Miguel Hidalgo y Costilla, pasó por la Congregación de Irapuato y allí se preparó para atacar Guanajuato, recibiendo de la población víveres para su ejército y la adhesión del regimiento de Dragones del Príncipe, acantonado en esta población.
Durante esa azarosa época Agustín de Iturbide residió en Irapuato y ejerció la comandancia militar del Bajío. Llegó a esta Congregación en 1812, con la misión de patrullar los caminos para salvaguardar los convoyes de los comerciantes de los ataques de las guerrillas insurgentes y pacificar la región. Uno de estos guerrilleros era Albino García, quien atacó en cinco ocasiones la Congregación de Irapuato en 1811 y 1812. Iturbide lo persiguió hasta capturarlo y fusilarlo.
El ataque insurgente del día 3 de abril de 1811 sirvió de base para pedir al Obispado de Michoacán que la Virgen de la Soledad fuese declarada patrona de la Congregación de Irapuato, ya que consideraban que ésta había protegido la vida de los habitantes.

### Porfiriato
Durante el Porfiriato, Irapuato continuó creciendo en población e importancia dentro de la región del Bajío, debido a lo cual, la entonces villa fue elevada al rango de ciudad el 18 de noviembre de 1893, mediante decreto emitido por la décimo quinta legislatura del Congreso del Estado de Guanajuato.

### Revolución mexicana en Irapuato
Por su ubicación geográfica y ferroviaria, más que por su posición política, Irapuato conoció de cerca algunos acontecimientos bélicos que se dieron en el corredor abajeño, sobre todo en el periodo de lucha entre las fuerzas constitucionalistas y villistas. La primera ola de alzamientos ligado a la causa maderista, que se dio en Irapuato estuvo a cargo del agricultor Pedro Covarrubias, quien, si se lo proponía, podía causar graves problemas a la capital del estado y desde luego a Irapuato. Del 11 al 28 de abril de 1912, Irapuato sufre ataques por parte de grupos zapatistas, posteriormente el 29 de julio de 1914 una de las avanzadas del general Álvaro Obregón procedente de Jalisco a cargo del general Ramón V. Sosa y del coronel Miguel Acosta, toma la ciudad de Irapuato, que era defendida por las huertistas. A mediados de 1914, en plena Revolución Mexicana, las líneas ferroviarias se ven interrumpidas, provocando la escasez de alimentos y demás artículos de primera necesidad, por lo tanto el gobierno establece ciertas medidas para aliviar esta situación. Irapuato recibe al Primer Jefe Constitucionalista, de Venustiano Carranza.
El 4 de abril de 1915, cuando el ejército constitucionalista ocupa Celaya, el general Francisco Villa llegó a Irapuato acompañado de su estado mayor y algunos 20,000 hombres, su estancia fue de pocos días, dado que dos brigadas de los constitucionalistas venían de Celaya.
El 21 de abril de 1915 llega a Irapuato el general Álvaro Obregón con el grueso del ejército de operaciones en plena acometida contra Villa. Entre los días del 21 al 27 de abril hay un intenso movimiento de ferrocarriles y de gente, en la estación de Irapuato se concentran municiones, víveres y tropas, con la finalidad de prepararse para la batalla de Trinidad. Ante todo esto, el general Villa intenta aislar a las huestes obregonistas y para ello envía a los generales Rodolfo Fierro y Canuto, las líneas de transmisión desde Lagos de Moreno, Jalisco hasta Irapuato. El 15 de julio de 1915, el general Obregón dio la orden al general Joaquín Amaro Domínguez de trasladarse al Bajío y de dejar una guarnición en Irapuato, desde donde siguió el movimiento de tropas en campaña contra el general Rodolfo Fierro.
En 1919, el general Álvaro Obregón llega a Irapuato para presentar su plan de Gobierno, ya que era candidato a la Presidencia de la República. El 30 de abril de 1922, el obispo de León, Emeterio Valverde y Téllez corona a la Santísima Virgen de la Soledad, patrona de Irapuato.

### Contemporáneo

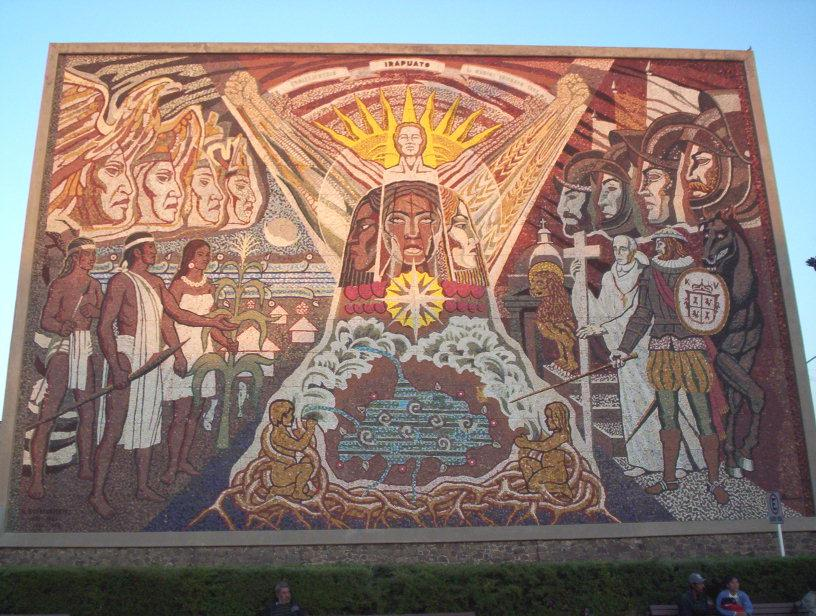
Mural de los Orígenes de Irapuato

La electrificación causó asombro entre la población (1900), además de revolucionar la industria que hasta entonces utilizaba la fuerza del vapor. En 1902 se llevó a cabo la industrialización hidráulica para surtir de agua a las fuentes e hidrantes de la ciudad: hacia el año de 1907 se estableció sucursal del Banco Nacional de México. Poco tiempo después, el 29 de septiembre de 1909, se inaugura el Mercado Joaquín Obregón González, luego llamado Mercado Aquiles Serdán (actualmente desaparecido). Al día siguiente entra en función el hospital de Nuestra Señora de Guadalupe. Siendo Presidente Municipal Don Agustín Zambrano, aplica el decreto sobre el salario mínimo (10 de septiembre de 1914), siendo de 75 centavos, la jornada de 9 horas. Al año siguiente se establece el descanso dominical, el periodo vacacional con goce de sueldo, el descanso obligatorio en los días de justa nacional: Jueves y Viernes Santos, 1.º de enero, el 12 y 25 de diciembre.
En la década de los años 20, hay nuevamente un repunte en la actividad industrial irapuatense, aparecen nuevas fábricas y comercios; haciendo indispensable la necesidad de servicios indispensables para la población. Durante la etapa cristera Irapuato sufrió relativamente poco, ya que se verificó solamente un levantamiento armado, el cual fue liderado por Don Zenón Ayala vecino del barrio de Santa Ana; quien fue aprehendido y fusilado en el Atrio de la parroquia. El 29 de julio de 1926, se recibe la notificación de la suspensión de cultos en el estado de Guanajuato, ordenándose además el inventario de los objetos de culto y que se organizara una junta de vecinos encargados de cerrar los templos, cosa que nunca se llevó a cabo.
Durante la década de los cuarenta, la actividad industrial y comercial estaba preparada para cubrir las necesidades provocadas por la Segunda Guerra Mundial; de esta manera, la industria cigarrera triplicó su producción. Durante esta etapa miles de braceros irapuatenses fueron contratados para ir a trabajar a los campos agrícolas de California, Texas e Illinois. Aparecen las primeras congeladoras y empacadoras de fresa.
A partir de la década de los cincuenta, Irapuato tiene un repunte en actividad económica, ampliación de las cosechas de fresa, congeladoras, fábricas y talleres de pantalones y camisas; estas actividades favorecieron sustancialmente la actividad comercial tanto a nivel regional como nacional. Durante esta época se edifican bonitos y vistosos monumentos, como el dirigido a la Bandera Nacional, a los niños Héroes, a la Madre, al Himno Nacional, a Don Vasco de Quiroga, etc.
Se crearon escuelas primarias, normales, preparatorias. Con la realización del Plan Guanajuato (década de los sesenta), el paisaje urbano se vio modificado, se iniciaba la modernidad propiamente, tiendas departamentales se abrían a una población de bienes de mejor calidad; el transporte giró a favor de los carros y camiones que llegaban a la central, la estación de ferrocarril pasa a un segundo término después de 80 años de actividad y que fue factor determinante para el desarrollo económico industrial, comercial y social de Irapuato.

#### Inundaciones de la ciudad
El 18 de agosto de 1973 una trágica inundación azotó a Irapuato, hecho de gran importancia en la historia de la ciudad; fue causada por la ruptura de las presas de La Llave, La Gavia y El Conejo, situadas aguas arriba del río Silao. Cientos de casas fueron derribadas y numerosas personas perecieron ahogadas. 
Años después, el 17 de julio de 1976, Irapuato se vio nuevamente inundada y, aun cuando ésta no tuvo las proporciones de la de 1973, la inundación causó graves daños en diversas zonas urbanas.
Para evitar nuevas inundaciones, fue construida la presa de La Purísima sobre el río Guanajuato y se reconstruyó la presa de El Conejo sobre el río Silao. Ambas obras permiten el control de las aguas broncas de esos ríos.

## Demografía
Según los datos del XIV Censo de Población y Vivienda del Instituto Nacional de Estadística y Geografía, Irapuato cuenta con una población de 452,090 habitantes, convirtiéndola en la 37ª ciudad más poblada de México por debajo de Ciudad General Escobedo, Nuevo León y la 2ª ciudad más poblada de Guanajuato solo por debajo de León de los Aldama.

### Población de la ciudad de Irapuato 1900-2020
| Gráfica de evolución demográfica de Irapuato entre 1900 y 2020                                    |
|                                                                                                   |
| Población de los censos del Instituto Nacional de Estadística y Geografía (INEGI) de 1900 a 2020. |

### Distribución poblacional
En cuanto a la población por sexo, en las últimas dos décadas la cantidad de mujeres ha conservado una ligera superioridad con relación a la de los hombres. Censos de los años 1999 y 2000 confirman estos datos. Las cifras del censo del 2010, por su parte, registran a 254,784 habitantes del sexo masculino frente a 274,656 del sexo femenino, cuya adición contabiliza un total de 529,440 individuos.

## Clima
El clima del centro de la ciudad (altura: 1724msnm), según la división de Köppen y por clasificación pluviométrica, es un clima semiárido cálido con una temperatura promedio de 19 °C con lluvias en verano, que definen claramente las cuatro estaciones del año.
| Parámetros climáticos promedio de Irapuato | Parámetros climáticos promedio de Irapuato | Parámetros climáticos promedio de Irapuato | Parámetros climáticos promedio de Irapuato | Parámetros climáticos promedio de Irapuato | Parámetros climáticos promedio de Irapuato | Parámetros climáticos promedio de Irapuato | Parámetros climáticos promedio de Irapuato | Parámetros climáticos promedio de Irapuato | Parámetros climáticos promedio de Irapuato | Parámetros climáticos promedio de Irapuato | Parámetros climáticos promedio de Irapuato | Parámetros climáticos promedio de Irapuato | Parámetros climáticos promedio de Irapuato |
| Mes                                        | Ene.                                       | Feb.                                       | Mar.                                       | Abr.                                       | May.                                       | Jun.                                       | Jul.                                       | Ago.                                       | Sep.                                       | Oct.                                       | Nov.                                       | Dic.                                       | Anual                                      |
| ------------------------------------------ | ------------------------------------------ | ------------------------------------------ | ------------------------------------------ | ------------------------------------------ | ------------------------------------------ | ------------------------------------------ | ------------------------------------------ | ------------------------------------------ | ------------------------------------------ | ------------------------------------------ | ------------------------------------------ | ------------------------------------------ | ------------------------------------------ |
| Temp. máx. abs. (°C)                       | 31.0                                       | 35.0                                       | 35.0                                       | 38.0                                       | 42.1                                       | 38.0                                       | 35.0                                       | 32.0                                       | 34.0                                       | 33.5                                       | 33.0                                       | 32.0                                       | 42.1                                       |
| Temp. máx. media (°C)                      | 24.4                                       | 26.3                                       | 29.1                                       | 31.1                                       | 32.3                                       | 30.2                                       | 28.2                                       | 28.0                                       | 27.5                                       | 27.1                                       | 26.3                                       | 24.9                                       | 28.0                                       |
| Temp. media (°C)                           | 15.2                                       | 16.7                                       | 19.4                                       | 21.8                                       | 23.7                                       | 23.2                                       | 21.6                                       | 21.4                                       | 20.9                                       | 19.5                                       | 17.5                                       | 15.9                                       | 19.7                                       |
| Temp. mín. media (°C)                      | 6.0                                        | 7.1                                        | 9.6                                        | 12.5                                       | 15.1                                       | 16.1                                       | 15.1                                       | 14.9                                       | 14.3                                       | 11.8                                       | 8.7                                        | 6.9                                        | 11.5                                       |
| Temp. mín. abs. (°C)                       | -3.0                                       | -2.5                                       | 0.0                                        | 4.0                                        | 5.0                                        | 10.0                                       | 6.5                                        | 9.0                                        | 4.8                                        | 2.0                                        | 0.0                                        | -2.0                                       | -3.0                                       |
| Precipitación total (mm)                   | 11.5                                       | 4.6                                        | 3.8                                        | 10.0                                       | 30.5                                       | 116.5                                      | 164.3                                      | 141.7                                      | 105.9                                      | 37.9                                       | 9.6                                        | 8.2                                        | 644.5                                      |
| Días de precipitaciones (≥ 0.1 mm)         | 1.6                                        | 1.2                                        | 1.1                                        | 2.0                                        | 4.8                                        | 10.8                                       | 15.3                                       | 14.1                                       | 10.1                                       | 4.3                                        | 1.5                                        | 1.8                                        | 68.6                                       |
| Fuente: Servicio Meteorológico Nacional    |                                            |                                            |                                            |                                            |                                            |                                            |                                            |                                            |                                            |                                            |                                            |                                            |                                            |

## Economía
Irapuato es uno de los municipios económicamente más competitivos del estado debido a la diversidad de su industria, su infraestructura y su oferta de servicios. A Irapuato le corresponde un porcentaje importante de la industria estatal total.
A nivel estatal se distingue como el principal fabricante y exportador textil con un porcentaje de 62% de la producción textil anual del estado, sobrepasando a ciudades con industrias textiles tradicionales, Moroleón y Uriangato, que sobresalen únicamente en el comercio regional.
Recientemente, con la llegada de la industria automotriz y la creación de nuevos parques industriales, Irapuato retomó su crecimiento, porque aunque algunas de estas empresas transnacionales se ubican en Silao, el 70% de la mano de obra proviene de Irapuato, tanto administrativa como operaria. Actualmente, estas empresas aportan la 2.ª mayor parte del PIB del estado de Guanajuato, siendo la 1.ª la exportación agrícola.[2]
De forma paralela, otras acciones se orientan a posicionar a la ciudad como centro logístico en Guanajuato. Irapuato es uno de los polos más importantes de intercambio comercial de diversos productos en el centro del país. Por su territorio transitan mercancías que van del centro-sur y océano Pacífico al norte del país y al golfo y viceversa. Cuenta con un sistema de carreteras muy concurrido y completo, buscando sinergias entre el ferrocarril, los nodos carreteros y desarrollos industriales como la matriz del Parque Tecnoindustrial Castro del Río que tiene 1 Campus en Abasolo, la Ciudad Industrial de Irapuato, la matriz del Parque industrial Apolo que cuenta con 2 Campus (Acámbaro y Silao), el Centro Industrial Guanajuato, el Venado Industrial Park, el parque industrial Smart Park y el Parque Central de Guanajuato (estos 2 últimos en construcción).

## Medios de comunicación

### Correos y telégrafos
- 15 oficinas postales
- 3 oficinas telegráficas
- 65 unidades de télex

### Radiodifusoras

#### Amplitud modulada
| Frecuencia kHz | Estación | Nombre                          | Ubicación del transmisor | Potencia kW  |
| 870            | XEAMO-AM | Éxitos                          | Morelos 110              | 1.0d / 0.5n  |
| 1040           | XESAG-AM | Radio Lobo                      |                          | 5.0d /.5n    |
| 1080           | XECN-AM  | Los 40 Principales + 88.5 FM    | Morelos 110              | 1.0d / 0.5n  |
| 1180           | XEYA-AM  | La Picosa 11-80 + 91.9 FM       | Morelos 110              | 1.0d / 0.8n  |
| 1330           | XEBO-AM  | Radio Variedades                | San José de la Sonaja    | 5.0d / 1.0n  |
| 1420           | XEWE-AM  | La Estación Familiar + 107.9 FM | Morelos 110              | 10.0d / 1.0n |
| 1470           | XEIRG-AM | La Campirana                    | Plaza Magna              | 5.0d / 1.0n  |

#### Frecuencia modulada
| Frecuencia MHz | Estación | Nombre                         | Ubicación del transmisor        | Potencia kW |
| 88.5           | XHCN-FM  | Los 40 Principales + 1080 AM   | Morelos 110                     | 3 000       |
| 91.9           | XHYA-FM  | La Picosa 11-80 + 1180 AM      | Morelos 110                     | 3 000       |
| 93.5           | XHNY-FM  | Exa FM                         | Cerro de Arandas                | 40 000      |
| 94.3           | XHJTA-FM | Amor                           | Esc. Médico Militar No. 88-607. | 25 000      |
| 95.1           | XHNH-FM  | Stereo 95 Golden Music         | Morelos 110                     | 36 000      |
| 98.9           | XHAMO-FM | Éxitos                         | Morelos 110                     | 3 000       |
| 106.3          | XHITO-FM | La Comadre                     | Esc. Médico Militar No. 88-607. | 7500        |
| 107.9          | XHWE-FM  | La Estación Familiar + 1420 AM | Morelos 110                     | 30 000      |

### Periódicos
- Periódico AM
- El Sol de Irapuato

También es posible adquirir diarios de circulación nacional, como: Reforma, Milenio, El Universal, entre otros.

### Revistas y semanarios
- Revista INN Irapuato
- Revista Chic Irapuato
- Revista Elite Magazine Irapuato
- Revista Emoción Sport

## Patrimonio

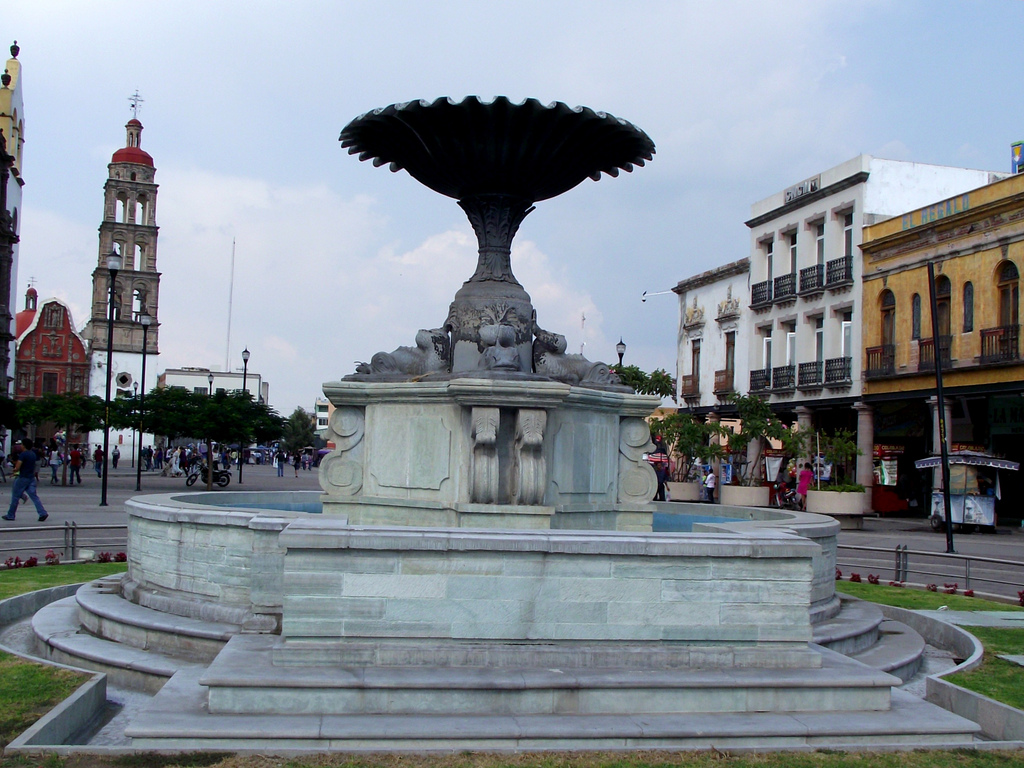
Fuente de los Delfines

### Monumentos
- Fuente de los Delfines o fuente Florentina. En 1864, el Emperador de México Maximiliano de Habsburgo donó 2 fuentes de delfines de bronce (diseñadas en Florencia, Italia), ambas originalmente para Irapuato, pero la ciudad decidió donarla a la capital del estado Guanajuato. En la ciudad de Guanajuato (ubicada en la plaza del Baratillo) y en la ciudad de Irapuato (ubicada en la plaza Madero).

- Torre del Reloj de Sol. Es un antiguo reloj localizado en la plaza de Agustín de Iturbide (Juan Álvarez). Este reloj es uno de los atractivos que se puede visitar y conocer durante un tour por la ciudad. Se trata de una de las más hermosas piezas labradas en cantera, mandado hacer por el Presbítero Gabino Chávez, y luego donada por la Familia Ferrer, embelleciendo la plaza y es uno de los símbolos de la ciudad, por lo que nada mejor que tomarse una fotografía junto al reloj.

- Vasco de Quiroga. Edificado para conmemorar la fundación número 400 de Irapuato, la obra fue encomendada al escultor Ernesto Tamariz, inaugurándolo las autoridades municipales el 14 de febrero de 1947. La escultura representa al obispo michoacano, Tata Vasco, en actitud muy representativa de protección y ayuda a un nativo lugareño.

- Monumento a la Bandera. Levantado en el año 1950, con fondos del ayuntamiento que presidió Don Antonio Ramírez Maldonado.

- Monumento a Benito Juárez. Edificado durante la gestión del alcalde de la ciudad Fernando Díaz Durán.

- Monumento a los Niños Héroes. Grandiosa columna que cuenta con un águila Real de bronce en el extremo superior, fue construida en 1950 en la Plaza Abasolo y después colocada en el Boulevard Gustavo Díaz Ordaz donde fue inaugurada por el Presidente de México: Gral. Lázaro Cárdenas del Río, cabe destacar que los niños héroes que se encontraban unidos a la columna de cantera fueron retirados para su restauración y hasta la fecha no se han vuelto a colocar.

- Torre del Reloj. Traída en 1923 como un regalo del Presidente de México: Álvaro Obregón a la ciudad de Irapuato, estuvo muchos años en el jardín Hidalgo y una vez terminada la torre de cantera de la tercera orden fue transferido a ese sitio, ahora en ese lugar histórico se encuentra una réplica de esa torre del Reloj.

- Monumento a Juan Pablo II. Estatua de bronce realizada por la escultora irapuatense Laura Badillo, se encuentra localizada en la plaza Hidalgo a un lado de la catedral de Irapuato. La escultura tiene un esqueleto de acero y tiene un peso de 300 kg; fue revelada el 15 de febrero del 2006, fecha tradicional de la fundación de la ciudad.

#### Palacios y casas señoriales
- Colegio de la Enseñanza (Palacio Municipal). Construcción de un excelente estilo neoclásico edificada entre 1800 y 1804 como colegio para niñas. Es el volumen arquitectónico más grande existente en la ciudad de la etapa virreinal. Su patio está rodeado de columnas de cantera y es uno de los espacios abiertos más grandes de Iberoamérica, realizado durante la época colonial y expropiado en 1857 para formar la sede de las autoridades del municipio. En las escalinatas se encuentra el Mural de las Revoluciones, obra del pintor irapuatense Salvador Almaráz.
- Casa de la Inquisición (Museo de la Ciudad de Irapuato). Es mencionada por Don Genaro Acosta como casa donde funcionaban las oficinas de la Santa Inquisición, cuyo comisario fue Don Ramón Barreto de Tábora, entre otros varios inquisidores como Victorino de Las Fuentes.
- Casa de la Cultura, Edificio de estilo neoclásico, con un bello patio rodeado de columnas de la época en donde se ofrecen al público cátedras en las diferentes disciplinas del arte, así como exposiciones permanentes de pintura, escultura y otras manifestaciones de la plástica local, nacional e internacional. Ubicada en la esquina de las calles Álvaro Obregón e Hidalgo.
- Casa del Emperador de México Agustín de Iturbide. Una de las mejores construcciones de la ciudad, ubicada en la esquina que forman las calles, Revolución y Altamirano. En este lugar vivió el Emperador Agustín de Iturbide, también en esa casa nació su hijo Salvador que fuera bautizado en la iglesia parroquial de la Soledad. Por ello, es que Irapuato fue la primera plaza del país, donde se juró el Plan de Iguala y se enarboló la Bandera de las Tres Garantías, promulgándose en forma solemne la Independencia de México por Don Anastasio Bustamante, el día 25 de marzo de 1821.
- Casa del Capitán Albarran Maximiliano de Habsburgo. Esta hermosa Casa de Estilo Francés la cual esta a un lado de donde fue conocido tradicionalmente como el lugar donde en 1864 y 1867 se hospedaron el Emperador Maximiliano y la Emperatriz Carlota, localizada entre las calles, Guerrero y Ocampo (antes pasaje Arroyo Che; ahora pasaje Merced Armenta). A un lado estaba la antigua casa del Conservador Don Vicente Vargas, quien recibió el agradecimiento del Emperador en un documento firmado.
- Casa de Don Nicolás del Moral. Hermosa casa de estilo francés ubicada sobre la calle Guerrero (actualmente en restauración). Conocida como Hotel Hidalgo, en este lugar se hospedaron varios expresidentes de México, como Álvaro Obregón, Venustiano Carranza, etc. A lo largo de sus 471 años de existencia, Irapuato ha sufrido grandes modificaciones en su patrimonio histórico provocadas por errores gubernamentales, como el tristemente célebre Plan Guanajuato, liderado por el entonces gobernador de Guanajuato Juan José Torres Landa y el presidente de Irapuato, José Tomé, entre los años 1964-1966.

### Plazas
- Plaza Hidalgo (Plaza de Armas). es la plaza pública más grande del centro histórico de la ciudad. La plaza contiene el monumento a Miguel Hidalgo y Costilla, el monumento a Juan Pablo II, la Fuente de Aguas Danzarinas y la Catedral de Irapuato. La plaza fue nombrada así en honor de Miguel Hidalgo y Costilla, el padre del movimiento de independencia mexicano y quien paso lista en Irapuato a sus tropas antes de salir hacia La Alhóndiga de Granaditas.

- Plaza de los Fundadores. ubicada detrás de la Presidencia Municipal, formada por el Templo de la Soledad y el ex Convento de Religiosas de la Compañía de María.

- Plaza Vasco de Quiroga. Contiene principalmente el monumento a Vasco de Quiroga, el Templo del Señor de la Misericordia y el enorme mosaico-mural de piedras de colores de los orígenes de Irapuato elaborado por el pintor muralista Salvador Almaráz.

- Plaza Madero. Plaza que antiguamente era el zócalo de la ciudad y que actualmente cuenta en la parte central con la fuente de los delfines elaborada en Florencia (Italia; regalo del Emperador Maximiliano de Habsburgo).

- Plaza Iturbide. Actualmente conocida como Plaza Juan Álvarez, presume de un auténtico reloj solar, un bello monumento de cantera labrada y la casa original donde vivió el emperador de México Agustín de Iturbide.

- Plaza Diego Rivera. Cuenta con las oficinas del Consejo para el Rescate del Centro Histórico, la fuente de Diego Rivera y una bella arcada del siglo pasado.

- Plaza Agora del Hospitalito. Creada en el antiguo callejón de las trompadas, detrás del Hospitalito, cuenta con una fuente a nivel de piso, una escalinata y un foro para la expresión artística popular.

- Plaza San José. Constituida por el antiguo atrio del templo de San José del que recibe el nombre.

- Plaza España. Hermosa plaza ubicada en la calle Guerrero, contiene 2 de los monumentos emblemáticos de España: una réplica de la Puerta de Alcalá de Madrid, y una réplica de la afamada Plaza de Toros "La Venta" de Madrid, Canteras históricas y herrería temática Española.

- Plaza Abasolo. Ubicada entre el espacio formado por la Catedral y el Templo de San José.

- Plaza Clouthier. Ubicada sobre la calle Juventino Rosas (Chambón), la cual posee el monumento a Manuel Clouthier (Maquío).

- Plazuela de Santiaguito. Localizada frente al Templo de Santiaguito, cuenta con una fuente antigua de cantera, hermosos árboles y un ambiente agradable. Es la única plaza que se conserva del Irapuato antiguo con su trazo original, que muestra el tradicional Bajío mexicano.

- Plaza San Francisco. Ubicada frente al Templo de San Francisco, cuenta con una fuente de cantera y posee la zona de los árboles más antiguos de la ciudad (actualmente en remodelación).

- Plaza del Artista. Localizada en el área que antiguamente era el convento de San Francisco y junto al Auditorio Benito Juárez.

- Jardín Hidalgo, antes Jardín 5 de Mayo. Trazado en el año de 1882, contiene el jardín principal que marca el centro de la ciudad de Irapuato en los antiguos planos urbanísticos. En esta plaza destaca la presidencia municipal de estilo neoclásico. El original Kiosco estilo Francés fue eliminado en 1965 por las obras del plan Guanajuato presidido por el entonces gobernador Juan José Torres Landa y el presidente municipal José Tomé Pechir. Posteriormente, en 2019, fue eliminado el segundo kiosco y las bancas del siglo pasado, colocando en su lugar una pequeña fuente y banquetones de concreto. Se desconoce el paradero tanto del kiosco como de las bancas. Cuenta también con una nueva Torre Musical de Reloj, que a cada hora en punto toca el himno de Guanajuato: Tierra de mis amores.

### Arquitectura

#### Arquitectura religiosa

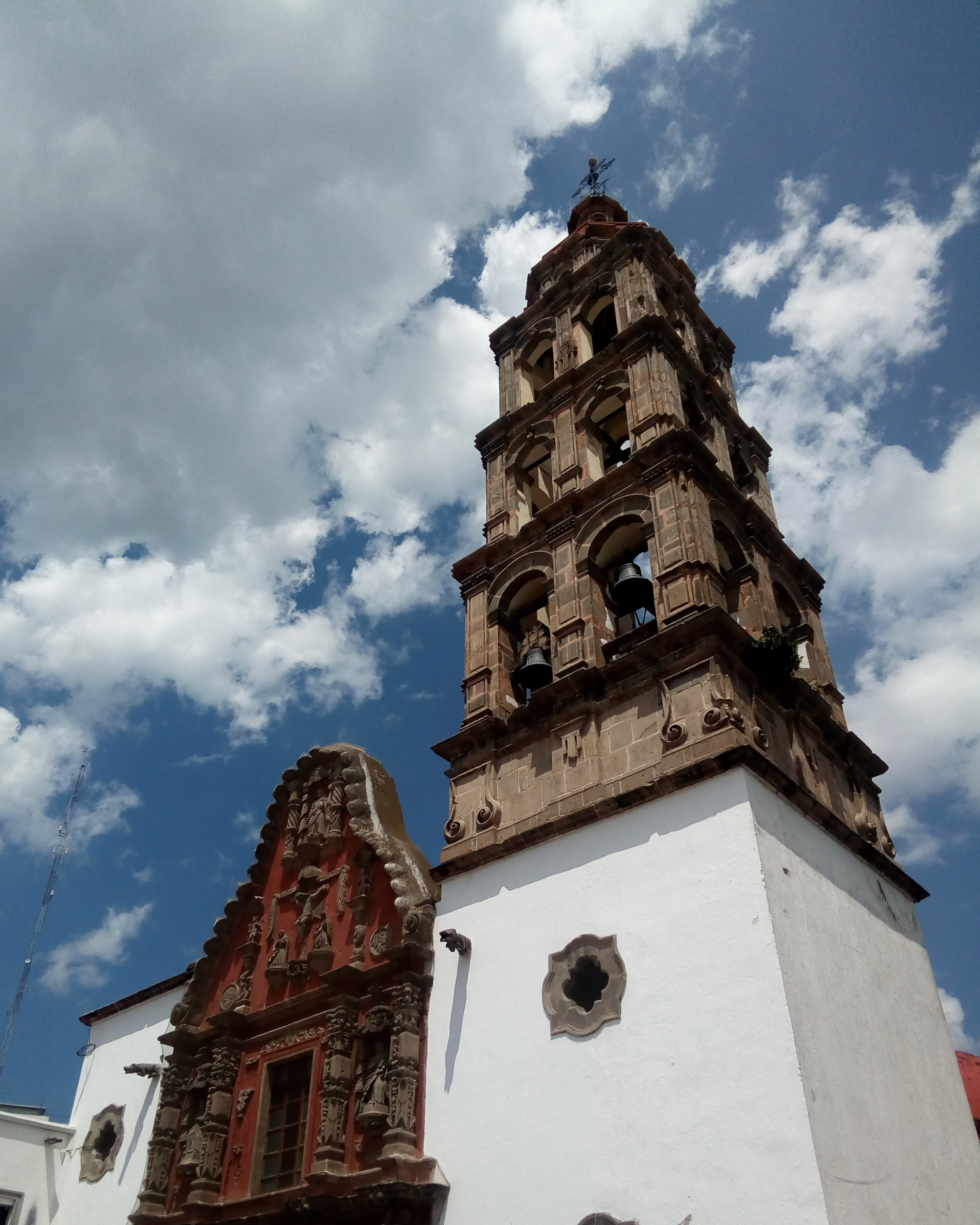
Templo de San José.

- Templo del Señor de la Misericordia (El Hospitalito): iglesia construida en Irapuato por Don Vasco de Quiroga en el siglo XVI, para el hospital de indios tarascos. Es de estilo barroco y la planta arquitectónica es de cruz latina. El altar principal contiene imágenes y un Cristo realizado en pasta de maíz. Viene de un túnel que parte de la sacristía y se extiende hacia la Presidencia Municipal.

- Catedral de Irapuato (Nuestra Señora de la Limpia Concepción de María): obra con valiosos antecedentes históricos y joya del barroco y de la colonia en la ciudad. Según un censo realizado por el obispo de Michoacán, en 1631 ya existía como parroquia. Originalmente, se dedicó a la limpia concepción de María y se denota claramente en su rica portada de columnas labradas, nichos y grandes racimos de frutos, en la cual aparecen en el nivel superior la imagen de nuestra señora bajo esa devoción. Recientemente restaurada y para su dedicación contó con la visita del Nuncio Apostólico, está localizada en el centro de la ciudad, frente a la fuente de aguas danzarinas, y junto a la estatua de Juan Pablo II.

- Santuario de Nuestra Reina y Madre, la Virgen de la Soledad: templo construido en 1774. La fachada exterior es de estilo barroco y el estilo predominante en su interior es el neoclásico. La planta arquitectónica de este templo está construida forma de cruz latina. Su torre es primorosa, es costumbre de los feligreses de la ciudad de Irapuato cubrirse con el manto de la imagen cada Sábado Santo y 30 de abril. Este templo posee un Santo Entierro, regalo del Emperador Iturbide.

- Templo de San Francisco (el Convento): Fray Domingo de Villaseñor puso la primera piedra en el año de 1766, su fachada es una mezcla de barroco y neoclásico y en su interior pueden admirarse pinturas del arquitecto Tresguerras. La donación del terreno y fondos de construcción se lograron gracias al Bachiller Presbítero Don Ramón Barreto de Tábora en 1760. Cuenta también con el candil más grande de su tipo en la República.

- Templo de San Francisco de Paula: templo estilo neoclásico, edificado en 1790 por el alarife Jose Ceferino de Alcántara. Tiene una asombrosa portada neoclásica única en la ciudad y ha sido recientemente restaurado. Se encuentra en Guerrero.

- Parroquia de San Cayetano confesor: antiguo templo ubicado en el barrio de San Cayetano, sobre Primo Verdad, única iglesia de la ciudad con 2 torres y 3 naves.

- Santuario de Guadalupe del Centro: templo de estilo neoclásico, edificado en 1880. Sin duda, uno de los templos más hermosos y elegantes del centro del país. Es el único de la zona centro que conserva su hermoso atrio de cantera. Debido a una explosión de los años 40 perdió su torre, pero aun así sigue siendo uno de los mejores templos de la ciudad. Se encuentra sobre Altamirano y Revolución, frente a la casa de Agustín de Iturbide.

- Santuario de Guadalupe del Puente: este interesante templo edificado en 1846 presenta una mezcla de diferentes estilos: neoclásico y neogótico. Los padres Manuel Almanza y Nepomuceno García fueron los benefactores de este templo. Este último fue el que organizó por vez primera los tradicionales "barrios" de la ciudad, fiesta que distingue a la ciudad y que se celebra anualmente en diciembre en honor a la virgen de Guadalupe del Puente.

- Templo de Santa Anita: templo muy antiguo construido en el barrio de Santa Anita, por iniciativa de los redentoristas. Ahora se ha transformado en una de las más espléndidas iglesias de la ciudad.

- Templo de San Juan Bosco: templo de estilo modernista y atrevido construido por los salesianos en 1955. Ubicado sobre el Boulevard Díaz Ordáz.

- Templo de San José: antiguo templo del siglo XVI. Junto con el Hospitalito, es uno de los más antiguos de la ciudad. Destaca su portada al estilo barroco original. Inicialmente se llamaba Templo de San José de los Indios Otomíes. Presenta una bella torre de 3 cuerpos y una destacada portada antigua llena de detalles, aunque el interior es un poco más sobrio. Está en la Plaza Hidalgo, detrás de la Fuente de Aguas Danzarinas.

### Foros y centros de convenciones
- Inforum: Como resultado del progreso acelerado que Irapuato ha tenido y de su nueva vocación comercial e industrial, se crea el Centro Regional Expositor y de Negocios, dentro del cual se encuentra el Inforum, claro ejemplo del desarrollo económico y tecnológico del bajio, recinto ferial modelo de funcionalidad y vanguardismo constituido en la plataforma más reciente de Irapuato para la generación de negocios, espectáculos, encuentros sociales y deportivos.

- Centro de convenciones: Ubicado en Villas de Irapuato, es el lugar para la celebración de convenciones y reuniones en un entorno que le permite albergar grandes eventos, así como eventos sociales.

### Exposiciones y eventos
El Festival de Jazz de Irapuato se presenta para deleite de los irapuatenses del 17 al 21 de noviembre de cada año.
En este festival, el encuentro de los más destacados exponentes de este género ha logrado posicionarlo entre los mejores diez del país en su tipo, compitiendo con festivales como el de San Miguel de Allende, se lleva a cabo en la Plazuela Miguel Hidalgo, en la zona de las Fuentes Danzarinas, ubicada en el Centro Histórico de ésta Ciudad.

### Atracciones y lugares de interés

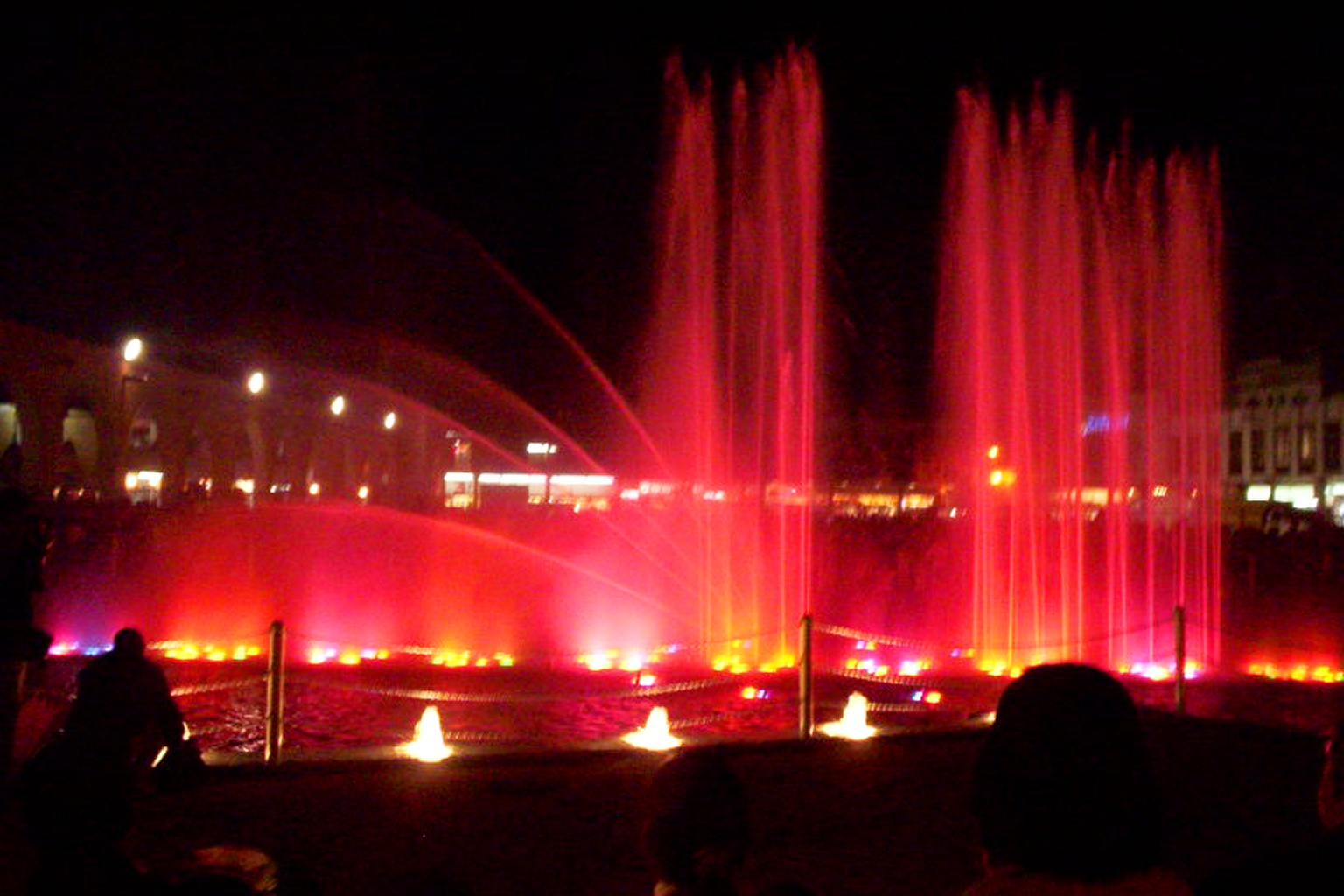
Fuente de Aguas Danzarinas

- Fuente de aguas danzarinas: la fuente fue inaugurada el 21 de diciembre del 2004 y se encuentra en la Plaza Miguel Hidalgo. Cada noche se enciende con un espectáculo de luz, música y agua que despliega un arco iris de colores. Los chorros de agua proporcionan un espectáculo coreográfico acompañado de música.

- Parque Hidalgo: este parque está localizado al sureste de la ciudad y es el hábitat de 500 animales de diferentes especies. Además cuenta con un herpetario, un aviario, un tren, un enorme lago artificial y una granja infantil interactiva (en construcción)

- Parque Irekua: Ubicado en los antiguos Viveros Revolución, cuenta con un estacionamiento subterráneo, grandes áreas verdes, un lago artificial, un zoológico de piedra, varias canchas deportivas, un pequeño estanque, pistas para correr y un teatro al aire libre (en construcción).

- Parque ecológico: Ubicado en las faldas del Cerro de Arandas, está decretado como área natural protegida con una extensión de más de 5 000 hectáreas que incluyen: la presa del conejo, la ciudad deportiva y la colonia Españita. Una inmensa área verde para la recreación, el esparcimiento y la promoción de la cultura ecológica de la población regional. Este parque ecológico ha sido denominado el pulmón de la ciudad.

- Parque temático "Acelerate": Localizado frente al CRIT (Teletòn), a un costado del Inforum, cuenta con las siguientes atracciones: pista de carreras de Go-karts (KAN), lago "Eco", "Villa volante" (mágica ciudad infantil), "Mundo CR", "Baby Karts", "Cyber Acelerate" y restaurante "Wheels" (próximamente).

- Parque temático "Eco Aventura Campestre": Localizado al salir Abasolo por Laguna Larga. Cuenta con diversas atracciones como lagos para pesca deportiva, tirolesa, canchas deportivas, cabañas vip, palapas, zona de acampada, piscinas, pequeños estanques, equitación, pistas para correr y para cuatrimotos, juegos interactivos, baños de barro, temazcales, restaurante-bar, etc.

- Museo de la Ciudad: Ubicado en la Casa de la Inquisición que se encuentra en la esquina de Allende y 5 de febrero, posee una valiosa colección de piezas prehispánicas, murales, fotos, colección de monedas antiguas, carretas porfirianas, esculturas, pinturas, etc.

- Museo de Artillería Militar: Ubicado en la XII Región Militar, único museo del país que posee la más completa colección de armas militares que se han usado a través de la historia de México.

## Arte y cultura popular

### Celebraciones y fiestas populares
- 5 de enero – Cabalgata de reyes magos irapuato. Uno de los mejores desfiles a Nivel Nacional, se trata de un gran desfile de carros alegóricos con estampas bíblicas y navideñas, música, cohetes pirotécnicos y regalos dados por los tres Reyes Magos. Se tiene una gran asistencia de hasta 400 000 personas locales y foráneas.

- 15 de febrero – Conmemoración tradicional de la fundación en lo español de Irapuato. Acto cívico, espectáculos artísticos y culturales.

- Marzo – Feria de las Fresas. Feria regional con exposición artesanal y comercial; eventos artísticos, culturales y deportivos, dentro y fuera de sus nuevas instalaciones, en el INFORUM donde con el pago de entrada (3 USD), se tiene acceso a todos los juegos instalados en su interior. en este evento se tiene una asistencia de hasta 400 000 personas de diferentes ciudades del país. Además la feria cuenta con un palenque, donde después de la media noche se hacen las presentaciones de grandes artistas como Pepe Aguilar, Gloria Trevi, Los Ángeles Azules, Marisela, Amanda Miguel y Diego Verdager, Ha*Ash , María José, Marco Antonio Solís, entre muchos otros.

- Marzo – abril Semana Santa. Actos religiosos respectivos: el Domingo Santo o de Ramos, ceremonias de bendición de los ramos o palmas en diferentes templos; en la Plaza Hidalgo, gran exposición y venta de palmas, con alto grado de calidad artesanal, realizadas por grupos indígenas venidos ex profeso de los Estados de Michoacán y Guerrero. En varios templos: ceremonia de aprehensión de Jesús el miércoles por la noche. El viernes Santo: Ceremonias de la pasión de Jesús expresadas a través de representaciones de las tres caídas, en algunos templos, en otros, la representación completa de la pasión, crucifixión y muerte de Jesús, por la noche, realización de la Procesión del Silencio a lo largo de las principales calles del centro histórico de la ciudad. El sábado santo se baja de su nicho a la Imagen de Nuestra Señora de la Soledad, en su Santuario, y se cubre a los devotos con su manto.

- 30 de abril – Festividad de Nuestra Reina y Madre, la Virgen de la Soledad. Patrona de la ciudad y de la Diócesis de Irapuato. Actos religiosos dentro y fuera de su santuario. El día anterior se baja de su nicho y se cubre a la feligresía con su manto.

- 3 de mayo – Festividad de la Santa Cruz. Grata conmemoración por todos los «sumbos» ciudadanos en honor de este icono, representante y patrono de los albañiles. Bendición de las engalardonadas cruces y misas en acción de gracias, cohetes, comidas y música, la caracterizan.

- 27 de junio – Festividad de la virgen del Perpetuo Socorro. Fiesta de la virgen patrona de la Congregación del Santísimo Redentor, se celebra en el templo de Santa Anita. Ocurre un mes antes de la Festividad de Señora Santa Ana, incluye música de mariachi, conjuntos norteños, kermesse y fuegos artificiales.

- 4 de julio – Festividad de la virgen del Refugio. Fiesta de la virgen del Refugio, se celebra en la parroquia que lleva su mismo nombre, incluye música de mariachi, conjuntos norteños y bandas, kermesse y fuegos artificiales.

- 25 de julio – Gran festividad en honor del Apóstol Santiago el Mayor. En su barrio, conocido como Santiaguito, actos religiosos, kermesse, castillo y luces de colores.

- 26 de julio – Festividad de la Señora Santa Ana. Patrona del barrio que lleva su nombre, Santa Anita. Misa, música, kermesse y fuegos artificiales.

- 7 de agosto – Festividad en honor de San Cayetano Confesor. En su barrio y parroquia. Misa, música, kermesse y juegos pirotécnicos.

- 4 de octubre – Festividad de San Francisco de Asís. Actos religiosos y profanos dentro y fuera de los templos franciscanos de San Francisco y Tercera Orden. Solemniza la ceremonia el Coro Polifónico San Francisco de Asís de Irapuato.

- 12 de octubre – Día de la Raza. Fiestas populares, destacando la Romería que realiza el DIF municipal en las instalaciones de la antigua Feria de las Fresas.

- 27 y 28 de octubre – Festival de la Fresa. Festival Temático y peculiar de Irapuato, realizado en el palacio Municipal, donde se efectúan concursos por los mejores platillos preparados a base de Fresas (pasteles, nieves, pizzas, paletas, gelatinas, cócteles, bocadillos, ensaladas, agua de fresa, yogur, etc.), además todos los asistentes pueden paladear los cientos de platillos novedosos que concursan.

- 26 de noviembre – Festividad de Santa Cecilia. Patrona de los músicos, por toda la ciudad se realizan diversas festividades destacando el desfile vespertino, en el cual participan algunos de los conjuntos musicales del gremio, por las calles principales de la ciudad y por algunos de sus barrios.

- Diciembre – Los Barrios. Festividad única y característica de Irapuato. Los Barrios, como se conoce a estas festividades tradicionales, surgieron en el siglo antepasado y se desarrollaban con la intención de honrar a Nuestra Señora de Guadalupe, en los 6 barrios antiguos de Irapuato: Barrio de La Salud, de San Cayetano, de San Miguel, de Santiaguito, de San Vicente y Barrio de San José. Actualmente, se realizan en todos los fraccionamientos y colonias de la ciudad, durante todo el mes de diciembre.

- 2 a 11 de diciembre – Novenario en honor de la Virgen de Guadalupe. Todas las madrugadas, en algunos templos, rosarios de aurora. A media tarde, procesiones de colegios, empresas, factorías, etc., a sus dos templos urbanos: el Santuario del Centro y el Santuario de Guadalupe del Puente, siendo este último el más tradicional que recibe las peregrinaciones de los irapuatenses. La víspera, enorme peregrinación, con miles de devotos, organizada por el gremio de la construcción.

- 12 de diciembre – Festividad de Nuestra Señora de Guadalupe. Toda la noche, en sus dos templos (El Templo de Guadalupe del Puente y el Templo de Guadalupe del Centro) se reciben mañanitas, peregrinaciones, música, bailables, misa de aurora. Durante el día: misas, peregrinaciones y algarabía popular. Por la tarde: kermesse y quema de fuegos artificiales principalmente en la Calzada de Guadalupe o Calzada Insurgentes donde se ubica el Templo de Guadalupe del Puente, las peregrinaciones generalmente parten del estadio, recorren todo Guerrero parte de Revolución e Hidalgo hasta llegar a la Calzada de Guadalupe. En la noche del 11 de diciembre se realiza la misa de gallo en el Santuario de Guadalupe del Puente a las 11:00 p.m. celebrada por el obispo de Irapuato y solemnizada por el Coro Polifónico San Francisco de Asís.

### Personajes celebres
-Ángel Pérez (Músico/Compositor): Vocalista de Cámara de luciernagas y ex-vocalista de Hërmës (Metal mexicano)
-Andrés Anaya (Músico/compositor): Ex-baterista de Hërmës (Metal mexicano), también conocido por su pseudónimo Dr. Corvinus y único integrante multi-instrumentista fundador de la banda de dark metal Inoculant Serpent.

## Educación

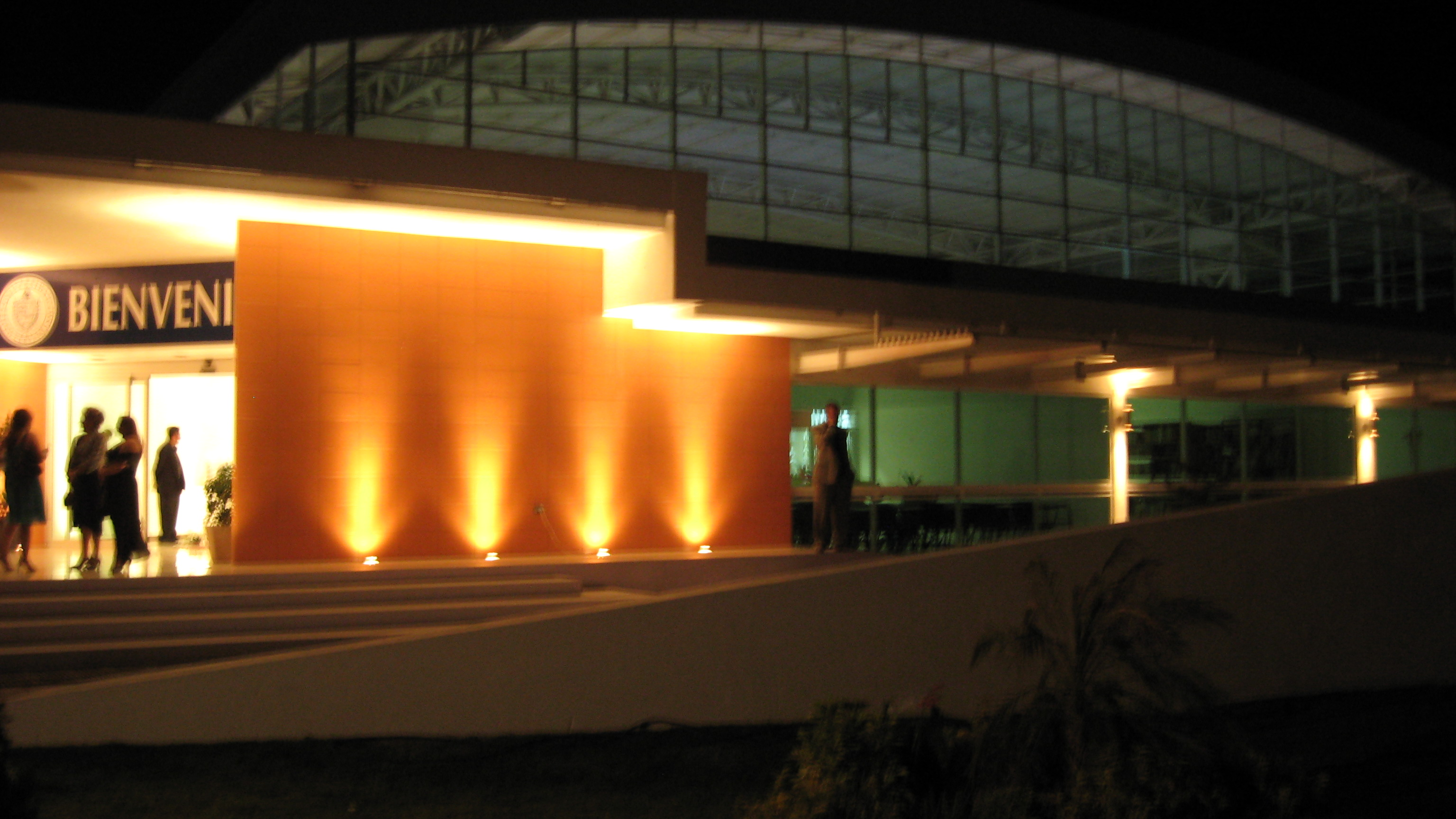
Universidad Incarnate Word (UIW)Campus Bajío.

La ciudad de Irapuato es sede de varias escuelas, colegios y universidades públicas y privadas: 194 preescolares, 234 primarias, 73 secundarias, 39 bachilleratos y varias universidades, además de 10 escuelas de educación especial y 9 de educación inicial.

### Preparatorias
- Escuela de Nivel Medio Superior de Irapuato (preparatoria oficial)
- Centro de Bachillerato Tecnológico Industrial y de Servicios No. 65 "Josefa Ortiz de Domínguez" (CBTIs 65)
- Colegio de Estudios Científicos y Tecnológicos del Estado de Guanajuato (CECyTE Guanajuato) Planteles: I, II y III.
- Colegio Nacional de Educación Profesional (CONALEP) Plantel I y II.
- Centro de Estudios Tecnológicos en Aguas Continentales (CETAC).
- Sistema Avanzado de Bachillerato y Educación Superior (SABES).
- Instituto Irapuato (Mariano J. García)
- Instituto Tecnológico de Superación Integral (ITSI).
- Bachillerato de la Universidad Quetzalcoatl de Irapuato (UQI).
- Bachillerato de la Universidad de León plantel Irapuato (Prepa UDL).
- Bachillerato de la Universidad Liceo Cervantino (ULC).
- Bachillerato de la Universidad Instituto Irapuato (UII).
- Bachillerato del Instituto Tecnológico y de Estudios Superiores de Monterrey (Prepa TEC).
- Bachillerato del Instituto Universitario del Centro de México (UCEM).
- Preparatoria ICC - Instituto de Contabilidad y Computación.
- Instituto Liceo BENABENTE (bachillerato general).
- Centro de Estudios de Irapuato (CEIr).
- Centro de Estudios Superiores de Irapuato A.C. (CESI).
- Centro Educativo José Vasconcelos.

### Universidades e institutos tecnológicos
- Centro de Investigación y de Estudios Avanzados del Instituto Politécnico Nacional (CINVESTAV) Unidad Irapuato.
- Universidad de Guanajuato (UG) Campus Irapuato-Salamanca, División Ciencias de la Vida (DICIVA).
- Instituto Tecnológico Superior de Irapuato (ITESI) Campus Central Irapuato.
- Instituto Tecnológico de Monterrey (Campus Irapuato)
- Universidad Pedagógica Nacional (UPN) Sub-unidad Irapuato.
- Escuela Normal Oficial de Irapuato (ENOI).
- Instituto de Ciencias, Humanidades y Tecnologías de Guanajuato (ICYTEG).
- Instituto Universitario del Centro de México (UCEM) Plantel Irapuato.
- Universidad Virtual del Estado de Guanajuato (UVEG) Sede Irapuato.
- Universidad Interactiva y a Distancia del Estado de Guanajuato (UNIDEG) Sede Irapuato.
- Universidad Quetzalcóatl (UQI) Campus Central Irapuato.
- Universidad Instituto Irapuato (UII).
- Universidad Incarnate Word (UIW) Campus Bajío.
- Universidad Privada de Irapuato (UPI) Campus Central Irapuato.
- Universidad de León (UDL) Plantel Irapuato.
- Universidad San Ángel del Sur (USAS).
- Universidad Superior Bajío (USB).
- Universidad Vasco de Quiroga (UVAQ).
- Universidad Leonardo Da Vinci.
- Instituto Tecnológico de Diseño de Modas y Alta Costura (ITEDIM).
- Universidad Continente Americano (UCA) plantel Irapuato.
- Instituto Gastronómico del Bajío Campus Irapuato.
- Universidad y sistemas abiertos de Irapuato.
- Centro de Estudios Superiores de Allende Plantel Irapuato.
- Centro de Estudios Superiores de Irapuato.
- Centro de Estudios Superiores del Bajío, Campus Irapuato.

### Centros de investigación

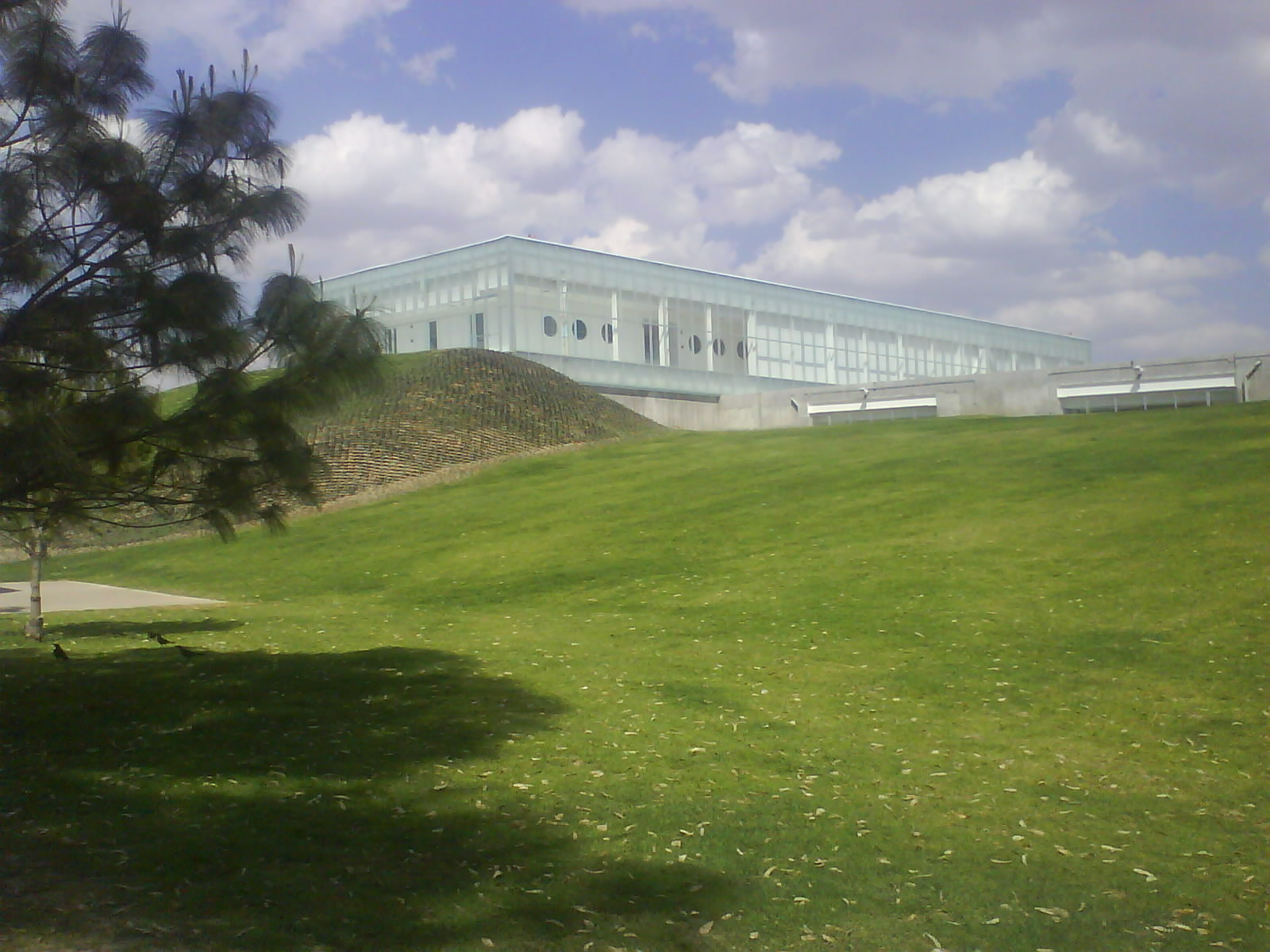
Laboratorio Nacional de Genómica, vista parcial.

Además la ciudad es sede de varios centros de investigación:
- Centro de Investigación y de Estudios Avanzados del Instituto Politécnico Nacional (Cinvestav, IPN). Es uno de los centros de Investigación más importantes en cuanto a la investigación a nivel genético en plantas, el más importante de su tipo en América Latina.
- Laboratorio de Pruebas en Equipos y Materiales (LAPEM). El más importante de su tipo en América Latina, dependiente de la CFE. Se encuentra en la Ciudad Industrial.
- Laboratorio Nacional de Genoma para la Biodiversidad (LANGEBIO).
- Laboratorio Patológico Porcino. El primero en el país en cuanto a centros de estudios de animales porcinos.
- DuPont_Mexico. Centro de Investigación de Pioneer.
- Centro de Sanidad Vegetal del estado de Guanajuato (CESAVEG).
- Laboratorio de Química y Genética Forense. Dependiente del Servicio Médico Forense de la PGR.

### Cultura

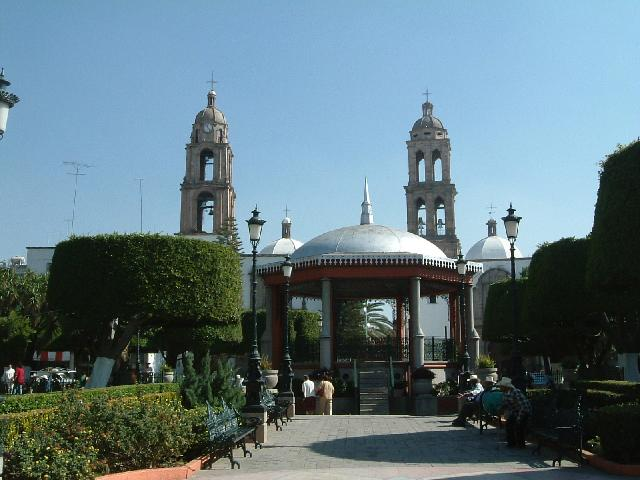
Jardín Hidalgo

- Bibliotecas. Las bibliotecas públicas municipales "Benito Juárez", "Juanita Hidalgo" y "José Pérez Chowell" son tres de las cinco bibliotecas públicas del municipio, principalmente en el área urbana, independientemente de las bibliotecas adscritas a las instituciones educativas, como las bibliotecas de la Unidad Irapuato del Tecnológico de Monterrey, la Universidad Quetzalcóatl y la Escuela Nivel Medio Superior de Irapuato dependiente de la Universidad de Guanajuato.

- Casa de la cultura. Establecida en 1974 y construida parcialmente sobre el nuevo edificio en la Calzada de los Chinacos en 1980, el actual edificio es una de las principales instituciones promotoras de la cultura a través de sus áreas en la educación artística: talleres de música, danza, artes plásticas, y teatro; investigación y difusión histórica por medio de pláticas, conferencias, exposiciones; promoción cultural, organizando conciertos, funciones de teatro, danza, entre varios tipos de promociones.

- Museo de la ciudad. Instalado en la construcción barroca que la tradición señala como Casa de la Inquisición, cuenta con tres departamentos: arqueología, historia y promoción y difusión. Presenta regularmente exposiciones temporales y/o permanentes, así como conferencias y presentación de libros.

- Archivo histórico municipal. Ubicada en la primera cuadra de la calle de Allende, en la zona centro, es el encargado de resguardar, clasificar y ordenar el acervo documental de la colonia y de los siglos XIX y XX, así como todos los documentos de trámite concluido emitidos por las administraciones municipales y que puedan llegar a convertirse en documentos con valor histórico. Igualmente, ofrece un servicio de hemeroteca, fototeca y biblioteca.[15]

- Teatros y auditorios. Existen cuatro auditorios, el Municipal antes "Benito Juárez", ahora Teatro de la Ciudad, el auditorio de la Escuela Preparatoria Oficial, el Teatro del Tecnológico de Monterrey y el auditorio del CINVESTAV Campus Guanajuato donde se realizan conferencias de carácter científico, al igual que un Ágora pública ubicada en el centro histórico, en ocasiones el Inforum ha funcionado como auditorio para eventos culturales.

### Instituciones culturales
- Seminario de Cultura Mexicana
- Fundación para las Ciencias, el Arte y la Cultura de Irapuato A.C.
- Fundación Irapuato A.C.
- Círculo Cultural Irapuatense
- Sociedad Mexicana de Geografía y Estadística
- Asociación de Protección Artístico y Cultural del Estado de Guanajuato
- Asociación al Servicio Social de Irapuato
- Centro Cultural Eraitzicutzio A.C.
- Centro de Fomento Artístico Contemporáneo A.C.
- Mega Internet World
- Juventud, Arte, Cultura y Música A.C.
- Instituto Dahycer, A.C.

## Deporte

### Equipos deportivos locales
| Equipo               | Deporte    | Liga                                             | Estadio                    |
| -------------------- | ---------- | ------------------------------------------------ | -------------------------- |
| Club Irapuato        | Fútbol     | Segunda División de México                       | Estadio Sergio León Chávez |
| Freseros de Irapuato | Baloncesto | Liga Nacional de Baloncesto Profesional          | Inforum Irapuato           |
| Freseras de Irapuato | Baloncesto | Linga Nacional de Baloncesto Profesional Femenil | Inforum Irapuato           |

### Centros de actividad deportiva

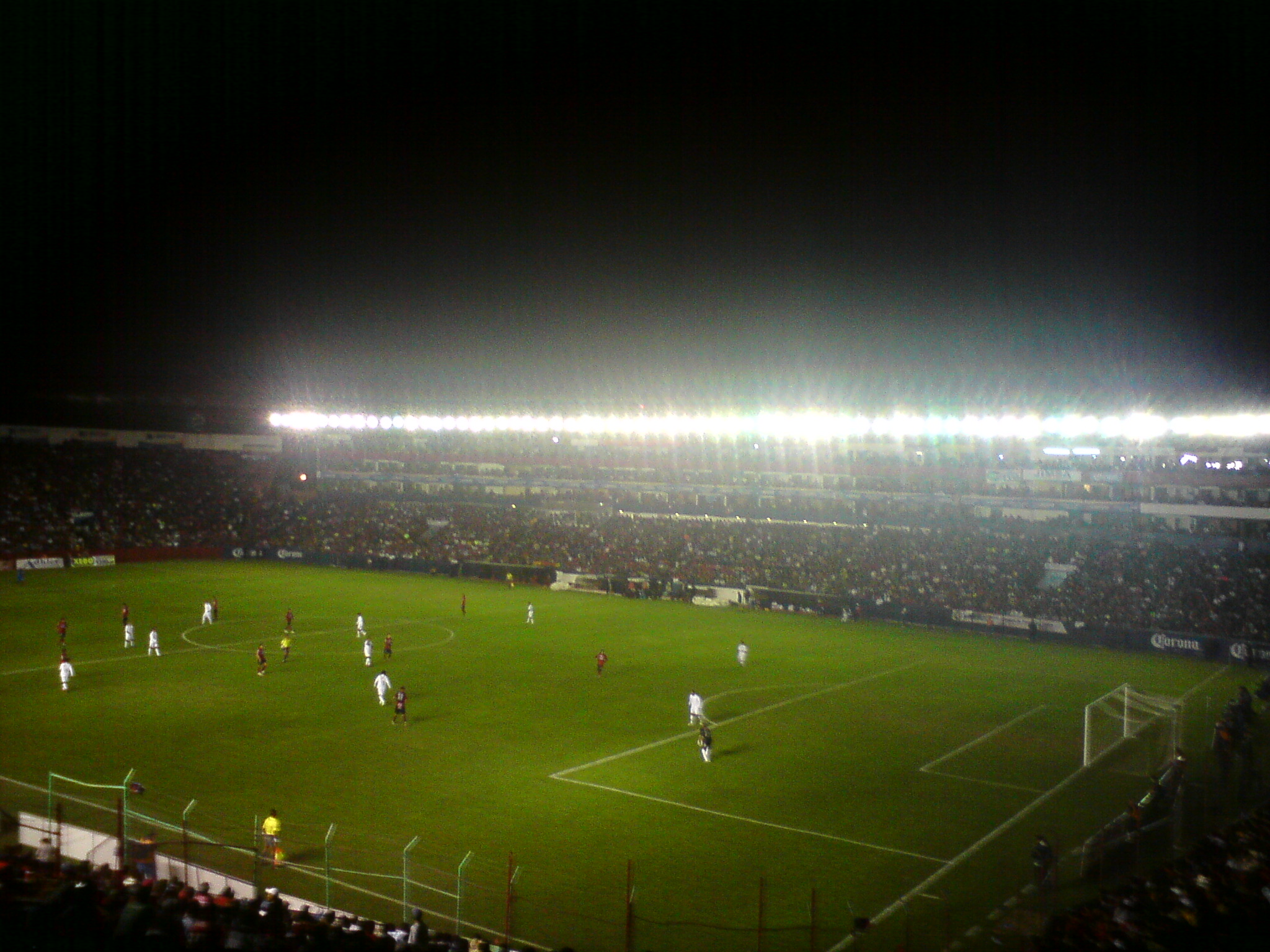
Estadio Sergio León Chávez

- Estadio Sergio León Chávez: sede del Club Irapuato o también conocidos como la Trinca Fresera o los Freseros del Irapuato. Fue uno de los estadios que se utilizó como sub-sede de la Copa Mundial de FIFA 1986. La capacidad máxima es de 32 000 espectadores.

Actualmente se encuentra remodelado de sus interiores, aparte de ser casa de los freseros, el Sergio León Chávez llega albergar conciertos y eventos masivos.
- Plaza de toros "Revolución": Plaza de toros con capacidad para 8 000 espectadores, inaugurada el 20 de noviembre de 1940 en un mano a mano de los maestros Fermín Espinosa "Armillita Chico" y Lorenzo Garza con toros de La Punta. En esta plaza han hecho el paseíllo maestros de la tauromaquia como Manuel Rodríguez "Manolete", Silverio Pérez, Francisco Rivera "Paquirri", Pablo Hermoso de Mendoza, Manuel Martínez Ancira (Manolo Martínez), David Silveti, Jorge Gutiérrez, entre otros.
- Unidad Deportiva Norte (Mario Vázquez Raña): Es la más grande y más completa de la ciudad y tiene una alberca olímpica, áreas verdes, juegos recreativos infantiles y canchas deportivas.
- Unidad Deportiva Sur (Jaime Belmonte): Ha sido renovada recientemente y cuenta con alberca olímpica, Gimnasio, cancha cubierta de baloncesto y voleibol, cancha empastada de fútbol con pista para correr y canchas de baloncesto.
- Unidad Deportiva Nor-Oriente (El Copal): Es la de más reciente creación y cuenta con una alberca semi-olímpica, áreas verdes, juegos recreativos infantiles, frontón y canchas deportivas.
- Parque Irekua: Dichas instalaciones se encuentran a un costado del antiguo estadio Irapuato, es propiedad del DIF, está dedicado a la convivencia familiar,-de donde da origen al nombre-. Cuenta con Canchas de fútbol, fútbol rápido, baloncesto, pista de atletismo y ciclismo así como zonas para comer y realizar pequeñas fiestas.
- Club de Golf Santa Margarita: Fundado en 1978 por iniciativa de Don Fernando Barba Amezcua, como ventana del fraccionamiento de Villas de Irapuato.

En sus instalaciones se pueden encontrar un campo de golf de 18 hoyos sede PGA 1982; Putting green y Tee de práctica; 11 canchas duras de Tenis y 2 canchas de arcilla, 3 Canchas de Squash, "Sede del Abierto de Guanajuato"; piscina olímpica, piscina cubierta y fosa de clavados; gimnasio; casa club, Restaurante Hoyo 19, Restaurante Putt and Green y salón de fiestas; vestidores para damas, caballeros, niños y niñas.
- Club Campestre de Irapuato: Tiene una alberca, canchas de fútbol, baloncesto, voleibol, tiene además una pista para correr, gimnasio y salón de fiestas.
- Club Españita: Se puede encontrar con alberca, canchas de tenis, salón de fiestas.
- Lienzo Charro Ignacio León Ornelas
- Lienzo Charro Isidro Rico Sabanero
- Presa de La Purísima